# Tito Ballarino
Tito Ballarino (Milano, 13 giugno 1934 – Milano, 31 dicembre 2014) è stato un giurista italiano.

## Biografia
Tito Ballarino, è stato Professore di Diritto internazionale privato e Diritto dell'Unione europea, e già Direttore del Centro di Studi Giuridici Europei che organizza il Seminario di diritto europeo di Urbino.
Dopo studi classici al liceo Carducci di Milano, fu ammesso al Collegio Ghislieri di Pavia, laureandosi all'Università di Pavia  nel 1956 con il massimo dei voti, con una tesi sul governo in esilio, relatore il Professor Rodolfo De Nova.
Iniziò la sua carriera accademica all'Università di Pavia, per poi ottenere la cattedra di Diritto Internazionale presso la Facoltà di Giurisprudenza dell'Università di Urbino, quando era rettore Carlo Bo. Dal 1978 fino al pensionamento (2009) fu ordinario di Diritto internazionale nell'Università di Padova, mantenendo gli insegnamenti di Diritto aerospaziale, nonché di Diritto dell'Unione europea (1977 e seguenti) nell’Università, sotto la guida del Prof. Giorgio Balladore Pallieri.
Commendatore della Repubblica dal 1975, Tito Ballarino esercitò la professione forense (abilitazione 1958) occupandosi principalmente di Diritto internazionale privato.
Tra le varie pubblicazioni si ricorda il volume “Internet e il mondo della legge” (1998) che fu precursore e anticipatore della numerosa letteratura di Informatica giuridica sviluppatasi alla fine del XX secolo. La sua ultima pubblicazione è invece un manuale di Diritto internazionale pubblico.
Tito Ballarino è stato per diversi anni direttore del Master in diritto della rete, presso l'Università di Padova, nonché del Séminaire de droit comparé et européen presso l'Università di Urbino.
È morto dopo breve malattia.
Nel 2015 è stato inserito tra i grandi numismatici d'Italia  ed è stata inaugurata in suo onore la Collezione Tito Ballarino presso l'Istituto Svizzero di Diritto Comparato .

## Principali pubblicazioni
- Forma degli atti e diritto internazionale privato, Cedam, Padova 1970;
- Costituzione e diritto internazionale privato, Cedam, Padova, 1974;
- La società per azioni nella disciplina internazionalprivatistica, Utet, Torino, 1994;
- Diritto internazionale privato, Cedam, Padova 1982, - 7ª edizione 2011;
- Diritto aeronautico e spaziale, in collaborazione con S. Busti, Giuffrè, Milano 1988;
- Manuale di diritto dell'Unione europea, Cedam, Padova 1993, - 9ª edizione 2010;
- Internet nel mondo della legge, Cedam, Padova 1998, ISBN 88-13-21117-1;
- Manuale breve di diritto dell'Unione europea, Cedam, Padova, 2007
- Corso di diritto internazionale privato, Cedam, Padova, 2008;
- Diritto Internazionale pubblico, Cedam, Padova, 2014, ISBN 978-88-13-33959-3.